# Кикинда
Кикинда је градско насеље и седиште истоимене територијалне јединице у Србији. Административни је центар Севернобанатског управног округа. Према попису из 2022. било је 32.084 становника, док је у широј области града Кикинде живело 49.326 људи. Налази се на североистоку српског дела Баната.
Град је основан у 18. веку. Од 1774. до 1874. године Кикинда је била седиште Великокикиндског диштрикта, аутономне административне јединице Хабзбуршке монархије. Године 1893. Кикинда је добила статус града. Године 1918. постала је део Краљевине Србије. Статус града је тада изгубљен, а 2016. је поново додељен.
Године 1996. на спољној ивици градског подручја ископани су добро очувани археолошки остаци мамута старог пола милиона година. Мамут назван „Кика” постао је један од симбола града. Данас је изложен у Народном музеју Кикинде. Зимска склоништа дугоухих сова, са великим бројем јединки, лако су доступна јер се налазе у градским парковима и привлаче љубитеље птица из читаве земље и иностранства.

## Назив
До краја Другог светског рата град је носио име Велика Кикинда. Кикинда је позната по још неким називима на другим језицима: мађ. Nagykikinda,  , рум. Chichinda Mare. Први запис са називом Кикинда потиче из 15. века и то у латинским именским облицима Kewkend и Nagkeken. Ово је од каснијих мађарских аутора протумачено као „Kökényd“. Међутим, етимолошко значење назива није до краја објашњено. Најчешће се назив повезује са мађарском речи „kökény“ (трњина) и старим словенским кореном „кик“ (глава).

## Географија
У северном делу Баната, у непосредној близини српско-румунске границе, простире се административна јединица град Кикинда, средиште економског и друштвеног живота овог дела Војводине. У граду су насељена места: Мокрин, Иђош, Башаид (са сеоцетом Бикач), Банатска Топола (са Винцаидом), Руско Село, Нови Козарци, Банатско Велико Село, Наково и Сајан. Седиште је градско насеље Кикинда, насеље равничарског типа, са ушореним улицама које се секу под правим углом и пространим тргом у центру града.
Кикинда је удаљена од Београда 127, а од Новог Сада 110 km. Од српско-румунске границе град је удаљен 7,5 km. Надморска висина тла је у распону од 77-84 метра. Град се налази на Банатској лесној тераси. До половине 19. века, град је имао речицу, Галацку, огранак Мориша. Након великих поплава 1857. године, ток Галацке је одсечен од Мориша и претворен је у канал за прикупљање сувишне кишнице.

### Клима
Подручје Кикинде сада у област умереноконтиненталне климе са великим годишњим колебањима температуре. Прелази између годишњих доба су нагли, нарочито између зиме и пролећа. Најчешћи ветрови су кошава и северац. Последње године ипак бележе веће просечне температуре услед глобалног загревања.
Према подацима Хидрометеоролошког завода Србије за период од 1981 до 2010 године, годишње у просеку падне 556,3 mm кише и снега по квадратном метру. Број кишовитих дана у просеку је 145, док је просечан број дана са снегом 23 дана. Просечна релативна влага ваздуха износи 73%. Најтоплији месец је јул, са измереним апсолутним максимумом од 40 °C, а најхладнији јануар, са апсолутним минимумом од -27 °C.
| Клима Кикинде (просек 1981—2010) | Клима Кикинде (просек 1981—2010) | Клима Кикинде (просек 1981—2010) | Клима Кикинде (просек 1981—2010) | Клима Кикинде (просек 1981—2010) | Клима Кикинде (просек 1981—2010) | Клима Кикинде (просек 1981—2010) | Клима Кикинде (просек 1981—2010) | Клима Кикинде (просек 1981—2010) | Клима Кикинде (просек 1981—2010) | Клима Кикинде (просек 1981—2010) | Клима Кикинде (просек 1981—2010) | Клима Кикинде (просек 1981—2010) | Клима Кикинде (просек 1981—2010) |
| Показатељ \ Месец                | .Јан.                            | .Феб.                            | .Мар.                            | .Апр.                            | .Мај.                            | .Јун.                            | .Јул.                            | .Авг.                            | .Сеп.                            | .Окт.                            | .Нов.                            | .Дец.                            | .Год.                            |
| -------------------------------- | -------------------------------- | -------------------------------- | -------------------------------- | -------------------------------- | -------------------------------- | -------------------------------- | -------------------------------- | -------------------------------- | -------------------------------- | -------------------------------- | -------------------------------- | -------------------------------- | -------------------------------- |
| Средњи максимум, °C (°F)         | 3,0 (37,4)                       | 5,6 (42,1)                       | 11,7 (53,1)                      | 17,7 (63,9)                      | 23,1 (73,6)                      | 26,0 (78,8)                      | 28,5 (83,3)                      | 28,4 (83,1)                      | 23,5 (74,3)                      | 17,7 (63,9)                      | 10,0 (50)                        | 4,1 (39,4)                       | 16,6 (61,9)                      |
| Просек, °C (°F)                  | −0,2 (31,6)                      | 1,4 (34,5)                       | 6,3 (43,3)                       | 11,9 (53,4)                      | 17,3 (63,1)                      | 20,3 (68,5)                      | 22,3 (72,1)                      | 21,7 (71,1)                      | 16,9 (62,4)                      | 11,6 (52,9)                      | 5,6 (42,1)                       | 1,1 (34)                         | 11,3 (52,3)                      |
| Средњи минимум, °C (°F)          | −3,1 (26,4)                      | −2,3 (27,9)                      | 1,6 (34,9)                       | 6,4 (43,5)                       | 11,3 (52,3)                      | 14,3 (57,7)                      | 15,8 (60,4)                      | 15,5 (59,9)                      | 11,5 (52,7)                      | 6,8 (44,2)                       | 2,1 (35,8)                       | −1,6 (29,1)                      | 6,5 (43,7)                       |
| Количина падавина, mm (in)       | 34,3 (13,5)                      | 26,8 (10,55)                     | 33,1 (13,03)                     | 43,8 (17,24)                     | 53,9 (21,22)                     | 75,5 (29,72)                     | 56,1 (22,09)                     | 49,6 (19,53)                     | 50,4 (19,84)                     | 41,1 (16,18)                     | 45,2 (17,8)                      | 46,5 (18,31)                     | 556,3 (219,02)                   |
| [ тражи се извор ]               |                                  |                                  |                                  |                                  |                                  |                                  |                                  |                                  |                                  |                                  |                                  |                                  |                                  |

## Историја
По археолошким налазима, на месту Кикинде била су стара насеља, а 1423. године, као добро Угарских краљева, спомиње се место Nagkeken (што се тумачи као Нађ Кекењ). Такође се 1462. помиње назив Kewkend.
Током прве половине 16. века кикиндски крај је био изложен све чешћим упадима османских снага, које су током 1551. и 1552. године освојиле читаво то подручје.
Према турској управној подели, Кикинда се налазила у саставу Галадске нахије, која је назив добила по оближњој тврђави Галад. Та нахија се налазила у саставу Чанадског санџака, који је припадао Темишварском пашалуку.
За време Бечког рата (1683-1699), шире подручје је почевши од 1686. године било захваћено српским народним устанком, под заповедништвом капетана Новака Петровића.
Иако је знатан део тог подручја током рата ослобођен, све те области су по слову Карловачког мира (1699) враћене под османску власт. Кикинда је коначно ослобођена тек за време Аустријско-турског рата (1716-1718), након чега је укључена у састав хабзбуршког Тамишког Баната.

### Насељавање
Између 1750. и 1753. године Срби насељавају подручје у долини речице Галацке (огранак Мориша). Предводник првих досељеника је Кристифор Кенђелац. Био је то први талас насељавања. Кикинда је доста напредовала средином 18. века. Већ 1753. добила је поштанску станицу и постала је седиште Банатске српско-грчке привилеговане компаније, а 1754. је добила прву основну школу и постала седиште банатске милиције. Привилегованим дистриктом је постала 1774, а крајем века је била највеће насеље у данашњем српском делу Баната. Прва позоришна представа одиграна је на немачком 1796. Срби су углавном дошли из Семлака, Нађлака, Чанада и других места дуж Мориша и Тисе. Други талас насељавања десио се крајем 18. и почетком 19. века. Тада су се населили и Немци, Мађари, Јевреји, Италијани и Французи. У време најезде Османлија и Кикинда је, као и цела Војводина, била уточиште прогнаном становништву.

### Великокикиндски диштрикт
Године 1774. царица Марија Терезија оснива Великокикиндски диштрикт (феудална управна јединица). Кикинда постаје средиште диштрикта, у којем је било још девет насеља. Исте 1774. године аустријски царски ревизор Ерлер констатује (по старом!) да Велика Кикинда још припада Тамишком округу, Чанадског дистрикта. Ту су подуправни подуред, поштанска камбијатура и одржава се вашар а становници су Срби. Овај догађај пресудан је за историју Кикинде, јер тада почиње њен успон захваљујући привилегијама у области економије, судства и политике. Повеља о формирању диштрикта чува се у кикиндском Архиву. Диштрикт је укинут 1876. године.

### Крај 19. и почетак 20. века
Године 1893, добија статус слободног краљевског града. До почетка Првог светског рата, град пролази кроз период успона и развоја у привредном, културном, економском, друштвеном и урбаном смислу. Управо у овом периоду формирано је градско језгро којим се и данас Кикинда поноси. Улице добијају називе, а куће се граде плански, у улицама које се секу под правим углом. Најстарија пруга на простору Србије је била Кикинда-Темишвар.
Између два светска рата град је био у неповољном положају с обзиром на две границе у залеђу и у том периоду долази до стагнације и пада развоја. У периоду од 1922. до 1929. године, Кикинда је била део Београдске области, затим Дунавске бановине. Кикиндски млин је био највећи у држави, раније је млео по 40 вагона жита дневно, али је услед кризе био дуго затворен (већ осам година у 1934). Споменик српским војницима на војном гробљу освећен је 2. јуна 1935. Соколи су 1938. радили на исушивању Штеванчеве баре. Парохијски дом је изграђен 1939. У овом периоду у Кикинди је била знаменита породица Будишин.

### Савремена историја
У народноослободилачком рату, 1941. године у овом крају организује се оружани отпор у коме дејствују Кикиндски, Мокрински и Драгутиновачки партизански одреди.
У Другом светском рату Кикинда је ослобођена 6. октобра 1944. године.
Након завршетка рата, у социјалистичкој Југославији, током 70-их и 80-их година 20. века, Кикинда доживљава велики привредни, економски, културни и друштвени напредак.

## Култура
Градско језгро Кикинде представља просторну културно-историјску целину која је настала између 1750. и 1754. године. Зграде које су обухваћене овом целином настале су највећим делом у другој половини 19. века и у годинама до Првог светског рата. Православна црква у Кикинди са радовима Теодора Илића Чешљара и једина сувача на територији Србије, споменици су културе највишег ранга и сврстани су у категорију непокретних културних добара од изузетног значаја. Зграда Великокикиндског Диштрикта и Богомоља „Водица“ у Кикинди споменици су културе од великог значаја. На листама споменика културе налазе се и кућа у улици Пере Сегединца и Амбар од плетера у Немањиној улици. На градском тргу могу се видети споменици борцима Кикиндског партизанског одреда, споменик песнику револуционару Јовану Поповићу (рад Александра Зарина), споменик интернирцима (рад Слободана Којића) и друга спомен-обележја из прошлости.
Неколико књига о архитектонском наслеђу Кикинде, као и велики број чланака у стручним часописима објавила је Бисерка Илијашев.

### Институције културе
Народни музеј Кикинда основан је 1946. године. Налази се у згради која је својевремено била градска курија и седиште Великокикиндског диштрикта. Музеј располаже бројним предметима сврстаним у пет категорија: археолошкој, историјској, етнолошкој, природњачкој и уметничкој. Од 2006. године, у власништву музеја је и скелет мамута, откривен 1996. године на глинокопу фабрике Тоза Марковић. Музеј је организатор манифестација Мамутфест и Ноћ музеја.
Народна библиотека Јован Поповић, основана 1845. године под називом Читаоница Србска. 1952. године назив је промењен у Народна библиотека Јован Поповић, у част чувеног кикиндског песника. Поред издавања књига, библиотека организује књижевне скупове, промоције књига, семинаре, предавања, изложбе, а има и издавачку делатност.
Иако је Народно позориште у Кикинди основано 1950. године, Кикинда има дугу позоришну традицију. Први позоришни комад изведен је 1796. године на немачком језику. Прва представа на српском језику, одиграна је 1834. Позориште је веома популарно међу Кикинђанима и током целе године приказује представе, па и лети, када се позорница сели у башту Позоришта.
Културни центар Кикинда основан је 1985. године под називом Дом омладине и пионира Младост. Под овим називом је радио све до 2009. године, када је назив промењен у Културни центар Кикинда. Центар припрема и реализује читав низ садржаја културне, забавне и едукативне природе — од манифестација за децу попут „Змајевих дечјих игара“ и „Поздрава пролећу“, до интернационалног музичког фестивала „Refuse/Resist“ и филмског фестивала „Low Budget“.

### Културне манифестације
Дани лудаје су годишња манифестација која се одржава средином октобра и то од 1986. године. Од 2017. године, Дани лудаје се одржавају трећег викенда у септембру. Сваке године, људи из региона се скупљају и учествују у такмичењу у тежини и дужини лудаје. Сам назив лудаја, специфичан је за Кикинду, док је у Србији позната и под називом бундева. Кикинда је током историје имала посебан однос према овој биљци, јер је локално становништво имало обичај да каже 'Кад се попнеш на лудају, видиш целу Кикинду'. На овај начин, указивало се на чињеницу да је територија на којој се налази град равна. Лала (староседелац у овом крају) који стоји на лудаји, обучен у традиционалну ношњу, са рукама изнад очију да би заклонио сунчеве зраке и боље видео у даљину, постао је симбол овог краја. 1986. године основана је манифестација локалног карактера – Дани лудаје. Манифестација је убрзо привукла љубитеље лудаје и тикве из целе земље. Тродневна догађања обухватају и стручна предавања за узгајиваче тикви и лудаја, такмичења у припремању јела од лудаје и тикве, маскенбал за децу, прављење скулптура од лудаја, различите концерте и изложбе. Манифестација све више добија на значају и популарности, па нису ретки ни туристи из Румуније, Мађарске и држава некадашњих република Југославије. Најтежа лудаја измерена је 2019. године и тежила је 639,5 kg, док је најдужа достигла 366 cm дужине.
Почев од 1982. године у Кикинди се одржава Интернационални симпозијум скулптуре великог формата у теракоти (TERRA). Организатор Симпозијума је Центар за ликовну и примењену уметност Terra. Симпозијум, на којем учествује 5 до 8 академских вајара из Србије и света, одржава се током јула месеца у Атељеу Terra, у некадашњем погону фабрике грађевинског материјала Тоза Марковић. То је објекат старе индустријске архитектуре саграђен на самом крају 19. века. Скулптуре великог формата, настале током једног Симпозијума, излажу се наредне године у Галерији Terra, а отварање ове изложбе означава и почетак новог Симпозијума. Током свих ових година TERRA је била домаћин вајарима из свих крајева света који стварају у јединственом и мирном амбијенту овог атељеа. У току су планови да Симпозијум добије и свој музеј.
Новембар — месец сова је манифестација која се одржава од 2012. године. Кикинду називају и престоницом сова, јер је сам центар Кикинде највеће зимовалиште сова утина у Европи. Највећи број јединки на зимовању у Кикинди избројан је 2012, када их је било преко 700. Током манифестације, Кикинду посећују орнитолози и ван граница Србије, у жељи да виде овако бројна јата и то у урбаној средини. Циљ манифестације није само туристичког карактера, него и едукативног, па ученици свих школа у кикиндској општини учествују у радионицама и предавањима на којима имају прилику да науче како да се понашају према совама да би и даље боравиле у овом граду.

### Културно-уметничка друштва
Академско друштво за неговање музике „Гусле“ окупља велики број Кикинђана свих старосних категорија кроз разноврсне секције. Основано је 1876. године. Осим организовања рада хорских и фолклорних секција, „Гусле“ се баве и организацијом концерата, фестивала (Фенок — међународни фестивал народних оркестара), студија, истраживања, израдом ношњи и издавачком делатношћу.
Културно-уметничко друштво „Еђшег“ основано је 1945. године. При културно уметничком друштву раде глумачка и фолклорна секција. Друштво негује језик, обичаје и традицију мађарске националне заједнице.
Културно-уметничко друштво „Сунчана јесен“ ради у оквиру Општинског удружења пензионера. У овом друштву су активне четири секције: хорска, фолклорна, солистичка и групе певача.
У граду постоји и мешовити хор „Корнелије Станковић“.

### Медији
Медији из Кикинде:
- , онлајн портал
- Кикиндски портал, онлајн портал
- Телевизија Кикинда, локална телевизија
- , локална музичко-забавна радио станица и онлајн портал
- Кикиндске, независни недељник
- Нове Кикиндске Новине, недељник

Дописништва у Кикинди имају:
- Радио-телевизија Србије[а]
- Радио-телевизија Војводине
- Вечерње новости
- Курир
- Ало!
- Данас

## Привреда
Територија града Кикинде веома је богата налазиштима нафте и гаса. Још један значајан природни ресурс је глина високог квалитета. Управо стога, у граду су најразвијеније: металска индустрија, индустрија грађевинског материјала, нафтна и хемијска индустрија. Плодно земљиште још је један природни ресурс који је условио развој прехрамбене и прерађивачке индустрије. Водеће фирме у металној индустрији, Ливница Кикинда (чланица групе Цимос Копар) и Ле Белиер Кикинда, потекле су од некадашњег кикиндског гиганта, Ливнице железа и темпера Кикинда. Око 40% српске производње нафте и гаса реализује се на подручју НИС-овог погона Северни Банат. Некада ослонци кикиндске привреде Индустрија грађевинског материјала Тоза Марковић и Метанолско сирћетни комбинат (МСК), постоје и данас, али послују у знатно мањем обиму. Најзначајније фирме у области прехрамбене индустрије су Банини, Прима продукт, Кикиндски млин, Мокрин млек, Атлер фонтана, Гриндекс. Од трговинских фирми, присутне су Ангропромет, Про Медиа, Бас компјутерс.
У граду постоји центар за рекреацију, а у околини града налазе се ловишта и риболовна подручја на каналу ДТД.

## Образовне установе
У граду ради осам основних школа
- ОШ Ђура Јакшић
- ОШ Фејеш Клара
- ОШ Јован Поповић
- ОШ Свети Сава
- ОШ Жарко Зрењанин
- ОШ Вук Караџић
- Специјална ОШ 6. октобар
- Основна музичка школа Слободан Малбашки

У две основне школе (ОШ Фејеш Клара и ОШ Свети Сава), настава се, поред српског одвија и на мађарском језику.
Средње школе
- Економско трговинска школа
- Гимназија Душан Васиљев
- ССШ Милош Црњански
- Техничка школа Кикинда

У граду ради и Висока школа струковних студија за образовање васпитача и Предшколска установа Драгољуб Удицки.
Слободне школе
- Пионир слободна школа

## Демографија
Види још: Демографска историја Кикинде.
У насељу Кикинда живи 33.901 пунолетни становник, а просечна старост становништва износи 39,6 година (38,2 код мушкараца и 40,9 код жена). У насељу има 14.607 домаћинстава, а просечан број чланова по домаћинству је 2,86.
Ово насеље је углавном насељено Србима (према попису из 2002. године), а у последња три пописа, примећен је пад у броју становника.
|             | \| Демографија[32] \| Демографија[32] \| Демографија[32] \| \| Година \| Становника \| Становника \| \| --------------- \| --------------- \| --------------- \| \| 1948. \| 28.743 \| \| \| 1953. \| 29.635 \| \| \| 1961. \| 34.127 \| \| \| 1971. \| 37.691 \| \| \| 1981. \| 41.797 \| \| \| 1991. \| 43.051 \| 42.745 \| \| 2002. \| 41.935 \| 42.675 \| \| 2011. \| 38.065 \| \| \| 2022. \| 32.084 \| \| |            |
| Демографија | |            |
| Година      | Становника | Становника |
| 1948.       | 28.743 |            |
| 1953.       | 29.635 |            |
| 1961.       | 34.127 |            |
| 1971.       | 37.691 |            |
| 1981.       | 41.797 |            |
| 1991.       | 43.051 | 42.745     |
| 2002.       | 41.935 | 42.675     |
| 2011.       | 38.065 |            |
| 2022.       | 32.084 |            |

| Етнички састав према попису из 2011.‍ | Етнички састав према попису из 2011.‍ | Етнички састав према попису из 2011.‍ | Етнички састав према попису из 2011.‍ | Етнички састав према попису из 2011.‍ |
| ------------------------------------ | ------------------------------------ | ------------------------------------ | ------------------------------------ | ------------------------------------ |
|                                      |                                      |                                      |                                      |                                      |
| Срби                                 | Срби                                 |                                      | 28.425                               | 74,67%                               |
| Мађари                               | Мађари                               |                                      | 4.504                                | 11,83%                               |
| Роми                                 | Роми                                 |                                      | 1.220                                | 3,20%                                |
| Југословени                          | Југословени                          |                                      | 261                                  | 0,68%                                |
| Хрвати                               | Хрвати                               |                                      | 147                                  | 0,38%                                |
| Македонци                            | Македонци                            |                                      | 93                                   | 0,24%                                |
| Румуни                               | Румуни                               |                                      | 84                                   | 0,22%                                |
| Немци                                | Немци                                |                                      | 74                                   | 0,19%                                |
| Црногорци                            | Црногорци                            |                                      | 62                                   | 0,16%                                |
| Албанци                              | Албанци                              |                                      | 55                                   | 0,14%                                |
| Муслимани                            | Муслимани                            |                                      | 51                                   | 0,13%                                |
| Словаци                              | Словаци                              |                                      | 36                                   | 0,09%                                |
| Словенци                             | Словенци                             |                                      | 31                                   | 0,08%                                |
| Украјинци                            | Украјинци                            |                                      | 13                                   | 0,03%                                |
| Руси                                 | Руси                                 |                                      | 12                                   | 0,03%                                |
| Бугари                               | Бугари                               |                                      | 11                                   | 0,03%                                |
| Бошњаци                              | Бошњаци                              |                                      | 10                                   | 0,02%                                |
| Русини                               | Русини                               |                                      | 10                                   | 0,02%                                |
| Горанци                              | Горанци                              |                                      | 5                                    | 0,01%                                |
| Буњевци                              | Буњевци                              |                                      | 4                                    | 0,01%                                |
| Власи                                | Власи                                |                                      | 1                                    | 0,01%                                |
| остали                               | остали                               |                                      | 43                                   | 0,11%                                |
| Регионална припадност                | Регионална припадност                |                                      | 986                                  | 2,59%                                |
| неизјашњени                          | неизјашњени                          |                                      | 1.701                                | 4,47%                                |
| непознато                            | непознато                            |                                      | 226                                  | 0,59%                                |
| укупно: 38.065                       |                                      |                                      |                                      |                                      |

| \| \| м \| \| \| ж \| \| ? \| 55 \| \| \| 71 \| \| 80+ \| 229 \| \| \| 470 \| \| 75—79 \| 350 \| \| \| 787 \| \| 70—74 \| 718 \| \| \| 1.028 \| \| 65—69 \| 1.016 \| \| \| 1.246 \| \| 60—64 \| 1.110 \| \| \| 1.356 \| \| 55—59 \| 1.168 \| \| \| 1.161 \| \| 50—54 \| 1.750 \| \| \| 1.812 \| \| 45—49 \| 1.746 \| \| \| 1.839 \| \| 40—44 \| 1.560 \| \| \| 1.623 \| \| 35—39 \| 1.445 \| \| \| 1.493 \| \| 30—34 \| 1.407 \| \| \| 1.321 \| \| 25—29 \| 1.450 \| \| \| 1.441 \| \| 20—24 \| 1.560 \| \| \| 1.468 \| \| 15—19 \| 1.465 \| \| \| 1.481 \| \| 10—14 \| 1.245 \| \| \| 1.177 \| \| 5—9 \| 1.036 \| \| \| 1.035 \| \| 0—4 \| 931 \| \| \| 885 \| \| Просек : \| 38,2 \| \| \| 40,9 \| |       |  |  |       |
| |       |  |  |       |
| | м     |  |  | ж     |
| ? | 55    |  |  | 71    |
| 80+ | 229   |  |  | 470   |
| 75—79 | 350   |  |  | 787   |
| 70—74 | 718   |  |  | 1.028 |
| 65—69 | 1.016 |  |  | 1.246 |
| 60—64 | 1.110 |  |  | 1.356 |
| 55—59 | 1.168 |  |  | 1.161 |
| 50—54 | 1.750 |  |  | 1.812 |
| 45—49 | 1.746 |  |  | 1.839 |
| 40—44 | 1.560 |  |  | 1.623 |
| 35—39 | 1.445 |  |  | 1.493 |
| 30—34 | 1.407 |  |  | 1.321 |
| 25—29 | 1.450 |  |  | 1.441 |
| 20—24 | 1.560 |  |  | 1.468 |
| 15—19 | 1.465 |  |  | 1.481 |
| 10—14 | 1.245 |  |  | 1.177 |
| 5—9 | 1.036 |  |  | 1.035 |
| 0—4 | 931   |  |  | 885   |
| Просек : | 38,2  |  |  | 40,9  |

| Година пописа     | 1948. | 1953. | 1961.  | 1971.  | 1981.  | 1991.  | 2002.  |
| ----------------- | ----- | ----- | ------ | ------ | ------ | ------ | ------ |
| Број домаћинстава | 7.929 | 8.375 | 10.392 | 11.995 | 13.717 | 14.405 | 14.607 |

| Број чланова      | 1     | 2     | 3     | 4     | 5     | 6   | 7  | 8  | 9  | 10 и више | Просек |
| ----------------- | ----- | ----- | ----- | ----- | ----- | --- | -- | -- | -- | --------- | ------ |
| Број домаћинстава | 2.875 | 3.638 | 3.199 | 3.283 | 1.058 | 400 | 94 | 37 | 10 | 13        | 2,86   |

| Пол    | Укупно | Неожењен/Неудата | Ожењен/Удата | Удовац/Удовица | Разведен/Разведена | Непознато |
| ------ | ------ | ---------------- | ------------ | -------------- | ------------------ | --------- |
| Мушки  | 17.029 | 5.113            | 10.471       | 689            | 744                | 12        |
| Женски | 18.597 | 3.861            | 10.479       | 3.096          | 1.145              | 16        |
| УКУПНО | 35.626 | 8.974            | 20.950       | 3.785          | 1.889              | 28        |

| Пол    | Укупно                    | Пољопривреда, лов и шумарство | Рибарство                            | Вађење руде и камена | Прерађивачка индустрија       |
| ------ | ------------------------- | ----------------------------- | ------------------------------------ | -------------------- | ----------------------------- |
| Мушки  | 8.451                     | 829                           | 2                                    | 472                  | 3.409                         |
| Женски | 6.343                     | 333                           | 1                                    | 32                   | 2.126                         |
| Укупно | 14.794                    | 1.162                         | 3                                    | 504                  | 5.535                         |
|        |                           |                               |                                      |                      |                               |
| Пол    | Производња и снабдевање   | Грађевинарство                | Трговина                             | Хотели и ресторани   | Саобраћај, складиштење и везе |
| Мушки  | 233                       | 608                           | 838                                  | 141                  | 586                           |
| Женски | 74                        | 97                            | 1.054                                | 209                  | 221                           |
| Укупно | 307                       | 705                           | 1.892                                | 350                  | 807                           |
|        |                           |                               |                                      |                      |                               |
| Пол    | Финансијско посредовање   | Некретнине                    | Државна управа и одбрана             | Образовање           | Здравствени и социјални рад   |
| Мушки  | 67                        | 121                           | 396                                  | 178                  | 300                           |
| Женски | 182                       | 112                           | 293                                  | 661                  | 715                           |
| Укупно | 249                       | 233                           | 689                                  | 839                  | 1.015                         |
|        |                           |                               |                                      |                      |                               |
| Пол    | Остале услужне активности | Приватна домаћинства          | Екстериторијалне организације и тела | Непознато            | Непознато                     |
| Мушки  | 186                       | 1                             | 0                                    | 84                   | 84                            |
| Женски | 175                       | 6                             | 1                                    | 51                   | 51                            |
| Укупно | 361                       | 7                             | 1                                    | 135                  | 135                           |

## Знамените личности
Знамените личности рођене у Кикинди и кикиндској општини су:
- Мирослав Антић, песник
- Радивој Бербаков, сликар
- Бранимир Брстина, глумац
- Душан Васиљев, песник и писац
- Филарет Гранић, византолог, теолог и архимандрит
- Милан Ерак, глумац
- Јован Зивлак, песник, критичар и есејист
- Миливој Југин, дипломирани инжењер, астронаутичар
- Павле Кенђелац, научник, доктор теологије и архимандрит
- Бранислав Лала Ковачев, џез бубњар
- Мирко Косић, економиста и социолог
- Радивој Лазић, музичар
- Матија Леваи, музичар
- Раша Попов, новинар
- Јован Поповић, песник и књижевник
- Коста Сивчев, пилот и конструктор авиона
- Борис Стојановић, пливач, репрезентативац и рекордер Србије
- Душко Петров, стрелац, репрезентативац и рекордер Србије, првак Европе, вицешампион света
- Срђан В. Тешин, књижевник и публициста
- Јовица Тркуља, правник, доктор наука
- Јован Ћирилов, театролог и књижевник
- Марица Стражмештер, пливачица
- Васа Стајић, српски филозоф и писац

Део свог животног века у Кикинди провели су:
- Никола Алексић, сликар
- Ђура Јакшић, песник, писац и сликар
- Клара Фејеш, народни херој
- Весна Чипчић, глумица

Један од почасних грађана Кикинде био је Марко Вуковић, последњи преживели ослободилац Кикинде у Другом светском рату.

## Градови побратими
Градови који су се побратимили са Кикиндом су:
- Ноф Хагалил
- Жилина
- Бихаћ
- Нарвик
- Кишкунфелеђхаза
- Жомбољ
- Решица
- Силистра